# Jess Lewis
John Thomas "Jess" Lewis (ur. 28 lipca 1947) – amerykański zapaśnik walczący w stylu wolnym i gracz futbolu amerykańskiego w Houston Oilers. Olimpijczyk z Meksyku 1968, gdzie zajął szóste miejsce w kategorii do 97 kg.
Odpadł w eliminacjach w mistrzostwach świata w 1966 roku.
Zawodnik Cascade Senior High School w Turner i Oregon State University. Trzy razy All-American w NCAA Division I (1968–1970). Pierwszy w 1969 i 1970; drugi w 1968 roku.

## Letnie Igrzyska Olimpijskie 1968
| Konkurencja      | Rundy eliminacyjne    | Rundy eliminacyjne        | Rundy eliminacyjne | Rundy eliminacyjne    | Klas. końcowa |
| Konkurencja      | Przeciwnik I          | Przeciwnik II             | Przeciwnik III     | Przeciwnik IV         | Miejsce       |
| ---------------- | --------------------- | ------------------------- | ------------------ | --------------------- | ------------- |
| 97 kg styl wolny | Gerd Bachmann (GDR) Z | Shun’ichi Kawano (JPN) 'Z | Ahmet Ayık (TUR) R | Said Mustafow (BUL) P | 6.            |